# Giao hưởng số 5 (Sibelius)
Giao hưởng số 5, cung Mi giáng trưởng, Op. 82 là bản giao hưởng của nhà soạn nhạc người Phần Lan Jean Sibelius. Bản giao hưởng được sáng tác vào năm 1915, sau đó sửa lại vào năm 1916 và 1919. Tác phẩm này chỉ có 3 chương, khác với cấu trúc 4 chương như thông thường của nhạc cổ điển châu Âu. 